# ゲネル・ウィリアムズ
ゲネル・ウィリアムズ（Genelle Williams, 1984年2月18日 - ）は、カナダ出身の女優である。

## 出演作品

### テレビ
- リスナー 心を読む青い瞳
- ウェアハウス13 〜秘密の倉庫 事件ファイル〜（リーナ）

### 映画
- エスター
- クリスマス・カレンダー The Holiday Calendar (2018)